# Cameron Crowe
Cameron Crowe (Palm Springs, 13 de juliol de 1957) és un director i guionista estatunidenc guanyador d'un Oscar. Abans de dedicar-se a la indústria del cinema, va col·laborar a la revista Rolling Stone com a columnista freqüent.

## Joventut
Nascut a Palm Springs (Califòrnia), el seu pare era el propietari d'una empresa de telefonia mentre que la seva mare era professora de psicologia, terapeuta familiar i activista pels drets dels grangers. Crowe tenia dos germans grans, però un d'ells va morir quan era jove. La seva família es traslladava amb freqüència i va viure a ciutats com Indio, Califòrnia.
L'afició de Crowe pel periodisme va començar en escriure al diari de l'institut i amb 13 anys va col·laborar en la publicació underground, The San Diego Door. Poc després començaria a cartejar-se amb Lester Bangs, que abandonaria el Door per convertir-se en l'editor del diari musical de tirada nacional Creem. Així va ser com va començar a escriure articles per a Creem i també per a Circus.

## Rolling Stone
Crowe es graduà a l'Escola Secundària de la Universitat de San Diego el 1972 a l'edat de 15 anys i en un viatge per Los Angeles, es trobà amb Ben Fong-Torres, editor de Rolling Stone, que el va animar a col·laborar per a la revista. Durant aquesta època, el jove periodista va tenir l'oportunitat d'entrevistar els músics més influents de l'època, com ara Bob Dylan, David Bowie, Neil Young, Eric Clapton o Led Zeppelin. Crowe ha estat, i continua sent, el col·laborador més jove que ha tingut Rolling Stone en tota la seva història.

## Aquell excitant curs
Quan Rolling Stone traslladà les seves oficines de la Costa Oest a Nova York el 1977, Crowe decidí quedar-se a Califòrnia, ja que una nova carrera s'obria davant dels seus ulls. Primer aparegué al film de 1978 American Hot Wax com a actor, però aviat trobaria el camí de la guionització, tot i que seguiria col·laborant com a freelance a Rolling Stone.
A l'edat de 19 anys, Crowe tingué la idea d'escriure les seves experiències en la seva etapa en la secundària. Simon & Schuster li va oferir un contracte i va tornar a ingressar a la Clairemont High School de San Diego. El fruit d'aquestes vivències esdevingué el llibre Fast Times at Ridgemont High: A True Story (1981). Al llibre, Crowe hi retrata de manera excel·lent com els adolescents estan molt més interessats a lligar que en les qüestions acadèmiques.
Abans que el llibre fos publicat, els drets de Fast Times at Ridgemont High ja havien estat venuts per esdevenir una pel·lícula. Aquell excitant curs es va estrenar el 1982, i es va convertir en un èxit sense precedents tot i que no comptava amb estrelles de primer nivell. La seva popularitat va radicar en el fantàstic retrat de la joventut nord-americana. A més, Aquell excitant curs va servir per llançar a la fama a la gran majoria dels seus actors com Jennifer Jason Leigh, Eric Stoltz, Nicolas Cage (que apareixia en la pel·lícula amb el nom de Nicolas Coppola), Forest Whitaker i Sean Penn.

## Primers intents com a director
Després d'aquest èxit, Crowe va escriure el guió de The Wild Life, una pseudo-seqüela d'Aquell excitant curs. Si l'anterior pel·lícula deixava els protagonistes a l'institut, The Wild Life traça les vides de diferents joves vivint en un complex d'apartaments. Aquest film és considerat de qualitat inferior al seu predecessor.
Malgrat aquest error, el director i productor James L. Brooks va donar l'alternativa a Crowe perquè es posés darrere de la càmera. Així, Brooks va produir el seu primer treball com a director Un gran amor (Say Anything). La història narra els intents d'un apocat jove per aconseguir atreure la noia més guapa de l'institut. Tot i seguir en el camí del cinema juvenil, Un gran amor va tenir una acollida freda pels crítics.
Després d'Un gran amor, Crowe estigué disposat a fer un pas més en la seva carrera i deixar enrere el món juvenil. El seu següent projecte Solters (1992), se centrava en les relacions sentimentals de sis amics vint anys a Seattle. A part del seu èxit cinematogràfic, Solters es convertí en un èxit per la seva banda sonora, amb grups com Soundgarden o Pearl Jam.
Després de començar aquesta nova via, Crowe escrigué i dirigí Jerry Maguire, sobre la vida d'un poderós agent esportiu, interpretat per Tom Cruise, que va caure en desgràcia i s'aferrà a la representació d'un jugador de futbol americà mediocre (Cuba Gooding Jr.). Això va suposar la sortida de Crowe de la línia del director representatiu de la seva generació i més polivalent pel que fa a temàtica. Per la seva banda, Jerry Maguire va suposar que Gooding guanyés l'Oscar al millor actor de repartiment i el film seria nominat també a les categories de millor pel·lícula, millor guió original, millor muntatge i millor actor principal (Cruise). Cruise guanyaria el seu segon Globus d'Or per aquest paper.
En 2000, Crowe va tornar a les seves arrels de col·laborador de revistes musicals amb el guió i direcció de Gairebé famosos. Aquesta història semi-autobiogràfica narra les peripècies d'un periodista extremadament jove que es llança a la carretera per seguir a una banda emergent dels 70. El jove periodista (interpretat per Patrick Fugit) es veu immers en un món dominat per sexe, drogues i rock-and-roll, però troba l'amistat de Penny Lane (Kate Hudson), una fan del grup i que encapçala el grup de les Band Aids. Tot i comptar amb les memòries del mateix Crowe, el rocker Peter Frampton va ser consultat com a assessor tècnic del film.
Considerada per molts com la millor pel·lícula de Crowe fins ara, Gairebé famosos deixa ben clar el potencial del director i, per això, Crowe va guanyar l'Oscar al millor guió original.
A partir d'aquí, Crowe va realitzar dues pel·lícules més. La primera va ser el remake americà del thriller espanyol d'Alejandro Amenábar Abre los ojos, anomenat Vanilla Sky i protagonitzat per Tom Cruise i Penélope Cruz, Una cinta que va obtenir ferotges crítiques després de Gairebé famosos. Ja el 2005, Crowe va tornar a la direcció amb Elizabethtown.

## Filmografia
- 1982. Fast Times at Ridgemont High (guionista)
- 1984. The Wild Life (guionista i productor)
- 1989. Say Anything (guionista i director)
- 1992. Singles (guionista, productor i director)
- 1996. Jerry Maguire (guionista, productor i director)
- 2000. Gairebé famosos (Almost Famous) (guionista, productor i director)
- 2001. Vanilla Sky (guionista, productor i director)
- 2005. Elizabethtown (guionista, productor i director)
- 2011. Pearl Jam Twenty (director)
- 2011. We Bought a Zoo (director)

## Premis i nominacions
Premis
- 2001. Oscar al millor guió original per Gairebé famosos
- 2001. BAFTA al millor guió original per Gairebé famosos
- 2001. Grammy al millor àlbum de banda sonora compilatori per pel·lícula, televisió o mitjà visual per Gairebé famosos

Nominacions
- 1997. Oscar a la millor pel·lícula per Jerry Maguire
- 1997. Oscar al millor guió original per Jerry Maguire
- 2001. Globus d'Or al millor guió per Gairebé famosos
- 2001. BAFTA a la millor pel·lícula per Gairebé famosos